# 坂部広胖
坂部 広胖（さかべ こうはん（ひろなお）、宝暦9年（1759年） - 文政7年8月24日（1824年9月16日））は、江戸時代中期の和算家。旧姓は戸田氏で坂部姓を経て戸田姓に復する。字は子顕。仮名は勇左衛門。号は中嶽、澗水、また晩成堂。

## 生涯
もとは江戸幕府旗本として火消与力の職にあったが、本多利明の門に入り、後に安島直円に師事。免許皆伝を授かる。その後、浪人となって家塾を開き和算家の道に進んだ。文化7年（1810年）、『算法点竄指南録』を著し、当時の数学を広く集めて日本初の対数表を付す。同9年（1812年）には弟子の川井久徳と『創製側円術幷解』を著し、楕円周を正確に解説したほか、三次方程式の逐次近似法による解の導き方、対数、球面三角法などの優れた研究業績を残した。同13年（1816年）には航海術の計算法を説いた『海路安心録』を著している。文政7年（1824年）8月24日、死去する。享年65。